# Gryllomimus perfectus
Gryllomimus perfectus is een rechtvleugelig insect uit de familie krekels (Gryllidae). De wetenschappelijke naam van deze soort is voor het eerst geldig gepubliceerd in 1986 door Gorochov.